# Dagmersellen
Dagmersellen (toponimo tedesco) è un comune svizzero di 5 807 abitanti del Canton Lucerna, nel distretto di Willisau.

## Geografia fisica
Il territorio di Dagmersellen si estende nella bassa valle della Wigger.

## Storia
Il 1º gennaio 2006 Dagmersellen ha inglobato i comuni soppressi di Buchs e Uffikon.

### Simboli
Lo stemma è rimasto inalterato dalla sua adozione nel 1735. Il trifoglio è il simbolo dei prati, mentre il tronco di un albero rappresenta la ricchezza della foresta. La lettera T è l'iniziale della vecchia ortografia del toponimo «Tagmersellen»

## Monumenti e luoghi d'interesse
- Chiesa parrocchiale cattolica di San Lorenzo, ricostruita nel 1520 e nel 1819-1821[3];
- Chiesa riformata, eretta nel 1926 da Armin Meili[3].

## Società

### Evoluzione demografica
L'evoluzione demografica è riportata nella seguente tabella:
Abitanti censiti

## Economia
L'economia locale si basa prevalentemente sul settore secondario.

## Infrastrutture e trasporti

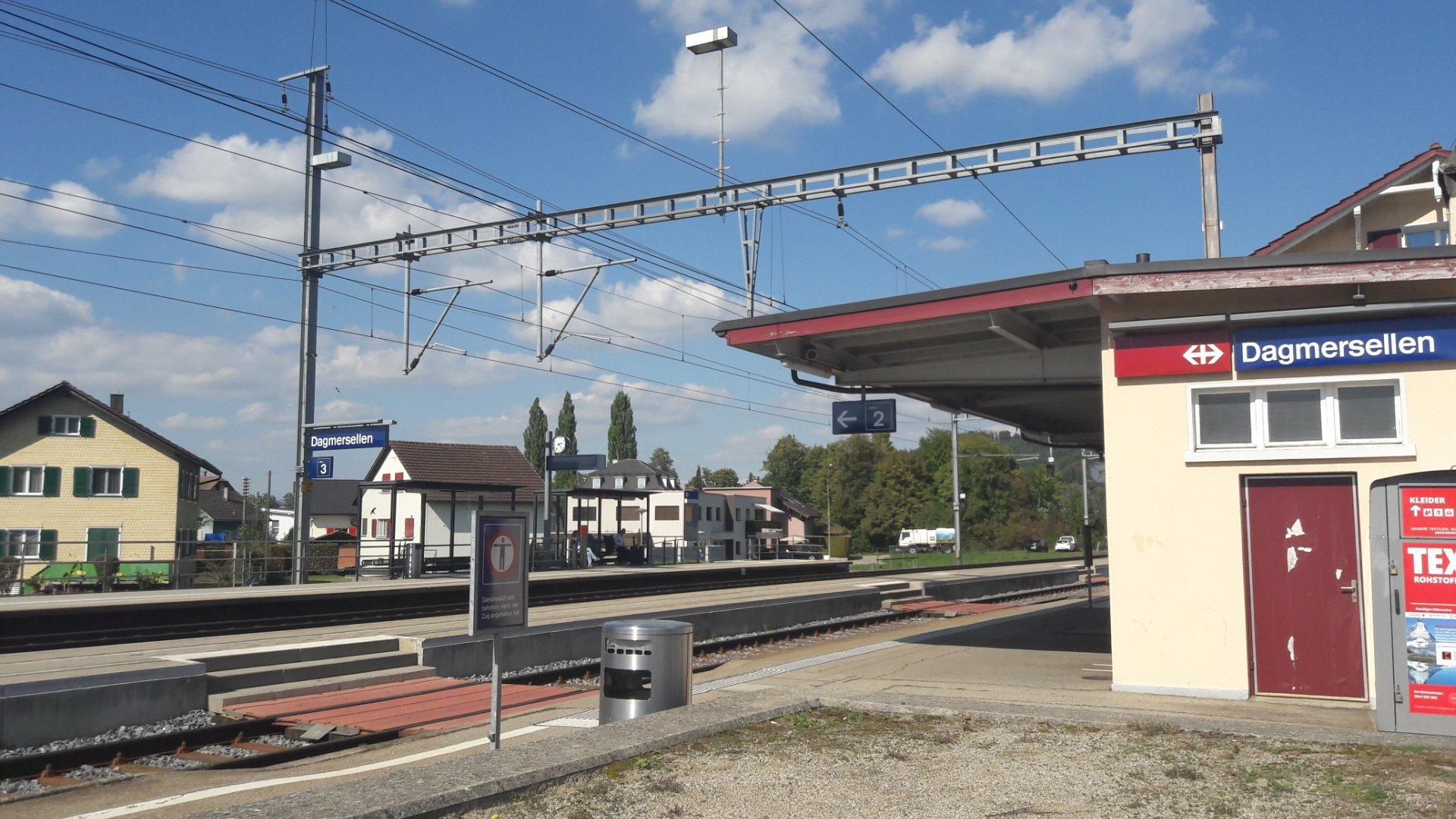
La stazione di Dagmersellen

Dagmersellen è servita dall'omonima uscita sull'autostrada A2, dalle strade principali 2 e 2a e dall'omonima stazione sulla ferrovia Olten-Lucerna.